# 西拉杰·乌德·达乌拉

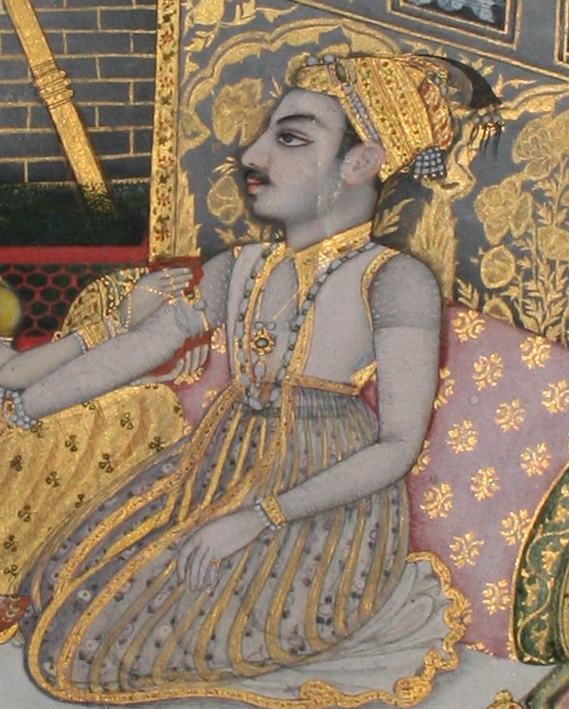
西拉杰·乌德·达乌拉

西拉杰·乌德·达乌拉（Mîrzâ Mohammad Sirâjud Dawla，1733年—1757年7月2日），印度莫卧儿王朝时期孟加拉、比哈尔和奥里萨王公（納瓦卜），达乌拉在普拉西戰役失败后被英国处死；其统治时代的结束即标志英国东印度公司殖民统治时代的开始。